# Le Puits et le Pendule (film, 1991)
Pour la nouvelle, voir Le Puits et le Pendule.
Pour plus de détails, voir Fiche technique et Distribution.
Le Puits et le pendule (The Pit and the Pendulum) est un film américain réalisé par Stuart Gordon et sorti en 1991. Il s'agit d'une adaptation la nouvelle du même nom d'Edgar Allan Poe.

## Synopsis
En 1492 en Espagne, Torquemada fait régner la terreur.

## Fiche technique
- Titre français : Le Puits et le pendule
- Titre original : The Pit and the Pendulum
- Réalisation : Stuart Gordon
- Scénario : Dennis Paoli (en), d'après la nouvelle Le Puits et le Pendule d'Edgar Allan Poe
- Musique : Richard Band
- Photographie : Adolfo Bartoli
- Montage : Andy Horvitch
- Production : Albert Band
- Sociétés de production : Empire Pictures et Full Moon Entertainment
- Société de distribution : JGM Enterprises (États-Unis)
- Pays de production :  États-Unis et  Italie
- Genre : horreur, romance
- Durée : 97 minutes
- Dates de sortie : 
  - États-Unis : 31 mai 1991

## Distribution
- Lance Henriksen (VF: Jean-François Poron) : Torquemada
- Stephen Lee (VF: Roger Lumont) : Gomez
- William Norris : Dr Huesos
- Mark Margolis (VF: Pierre Dourlens) : Mendoza
- Carolyn Purdy-Gordon : la comtesse d'Alba Molina
- Barbara Bocci : le fils de la comtesse
- Benito Stefanelli : le bourreau
- Jeffrey Combs (VF: Georges Caudron) : Francisco
- Tom Towles : Don Carlos
- Rona De Ricci : Maria
- Jonathan Fuller (VF: Jean-Philippe Puymartin) : Antonio
- Geoffrey Copleston : le boucher
- Larry Dolgin : le sergent de la garde
- Tunny Piras : le garde
- Fabio Carfora : le mendiant
- Frances Bay : Esmeralda
- Fabrizio Fontana : le Juif
- Oliver Reed (VF: Richard Leblond) : le cardinal

## Distinctions
Le film reçoit le prix du meilleur acteur au Fantafestival pour Lance Henriksen.